# گوستان زاریان
گوستان زاریان (به ارمنی: Կոստան Զարեան)، (زاده ۲ فوریهٔ ۱۸۸۵ در شماخی - وفات ۱۱ دسامبر ۱۹۶۹ در ایروان) شاعر، روزنامه‌نگار ارمنی بود.

## زندگی‌نامه
گوستان زاریان تحصیلات ابتدائی را در شهر باکو گذراند و سپس برای ادامه تحصیل به پاریس رفت. در سال ۱۹۰۴م به شهرستان بروکسل برای تحصیل در رشته ادبیات و فلسفه دانشگاه این شهر رفت. زاریان در همین سال‌ها شعرهایی به زبان‌های روسی و فرانسه سرود و به چاپ رساند.
وی در ۲۵ سالگی زبان مادری اش ارمنی را در شهر ونیز آموخت و به استانبول مهاجرت کرد و ماهنامه «معبد» را به زبان ارمنی منتشر ساخت. در سال ۱۹۱۴م به ایتالیا بازگشت و به کار روزنامه نگاری پرداخت. در سال ۱۹۲۰م دوباره به استانبول بازگشت و نشریه «بارتسراوانک» را منتشر ساخت.
در سال ۱۹۶۲م برای همیشه به ارمنستان بازگشت و در شهر ایروان ساکن شد و در سال ۱۹۶۹م در همین شهر بدرود حیات گفت.
نخستین کتاب شعر گوستان زاریان که یک منظومه بلند بود به زبان ایتالیایی و با نام «برای سرودن سه شعر درد زمین و درد آسمان‌ها» در سال ۱۹۱۴م انتشار یافت. ترجمه ارمنی این منظومه در سال ۱۹۳۱م به چاپ رسید. مجموعه شعر «تاج گل روزها» (استانبول ۱۹۲۲م)، منظومه معروف «عروس دادراگوم» در ۱۹۳۰م، رمان «کشتی بر فراز کوه» (۱۹۳۴)م و مجموعه منظومه‌های کتاب «اسطوره سرایی‌ها» از جمله آثار این شاعر است.

## شعری از گوستان زاریان به نام (شعرم)
| می‌خواهم که ساده و فروتن باشد شعرم                                |  | چندانکه تکه نانی بر میز کارگری                |
| چندانکه عروسی فروتن و ساده انار درختی به شکوفه بنشسته            |  | که با تب بهار جهان را می‌افروزد                |
| و خموشانه رنج می‌کشد با عشقی ژرف و دردهائی پنهان                  |  | رقص بازتاب نور در شعله‌های اشک در نقره تابان   |
| در ژرفنای سایه سار یا صدائی نالان                                |  | زیر و بم‌های ساز میان ملودی                    |
| می‌خواهم که شعر من بال زنان باشد                                  |  | چون خط کوهساران روشن و بشکوه                  |
| چون درخت پائیز خاموش و طلا باران                                 |  | قدم‌های سنگین غریبی غمگین                      |
| درخشش افسرده آئینه‌ای بشکسته                                      |  | و پیچ و تاب خموشانه گندم‌ها می‌خواهم باشد       |
| بگذار که قلب‌های روشن                                             |  | با جذبه‌های تازه اندیشه‌ای سوخته                |
| با نورهای درخشنده یا که                                          |  | با تیغ‌های تیز برهنه عشقی زخمین شعر مرا خوانند |
| آن جان هائی که مفهوم آرام چشمان مخملین ورزای نشخوارگر را می‌دانند |  | و راز عظیم ستارگان آواز خوان را می‌فهمند       |
| باید ضربان دلیر بال موسیقی نوازم را در یابند                     |  | و نیز پرواز جستجوگر جانم را به قلب ظلمت‌ها     |
| می‌خواهم که ساده و فروتن باشد شعرم                                |  | چندانکه تکه نانی بر میز کارگری                |
| چون جهان پی در پی                                                |  | در دشت‌های طلائی بی کرانه جاودانگی             |
| یا آنکه در مغاکی کور                                             |  | می‌خواهم که ساده و فروتن باشد شعرم             |